# Schořov
Schořov (deutsch Schorschow) ist eine Gemeinde in Tschechien. Sie liegt sechs Kilometer südlich von Čáslav und gehört zum Okres Kutná Hora.

## Geographie
Schořov befindet sich in einem Seitental des Hluboký potok am Rande der Böhmisch-Mährischen Höhe.
Nachbarorte sind Žáky, Nový Dvůr und Čáslav im Norden, Tupadly im Nordosten, Adamov im Osten, Přibyslavice im Südosten, Zbudovice im Süden, Březí und Hraběšín im Südwesten, Horní Štrampouch im Westen sowie Dolní Štrampouch im Nordwesten.

## Geschichte
Schořov wurde 1352 erstmals urkundlich erwähnt. Das Dorf trug früher den Namen Kostelib.
Nach der Aufhebung der Patrimonialherrschaften wurde Schořov, genannt Kostelib 1850 zu einer selbstständigen Gemeinde im Gerichtsbezirk Časlau bzw. im Bezirk Czaslav. Im Zuge der Gemeindegebietsreform von 1961 erfolgte die Eingemeindung von Schořov in die Gemeinde Tupadly im Okres Kutná Hora. Seit dem 24. November 1990 bildet Schořov wieder eine Gemeinde.

## Gemeindegliederung
Für die Gemeinde Schořov sind keine Ortsteile ausgewiesen.

## Sehenswürdigkeiten
- Wallfahrtskapelle der Jungfrau Maria, östlich des Ortes an der Straße nach Tupadly, erbaut 1697
- Ruine der Windmühle in Dolní Štrampouch
- früheres Jagdschlösschen der Gräfin von Petting, heute Forsthaus